# Knud Kleemann
Knud Kleemann (* 29. Juni 1975) ist ein grönländischer Politiker (Atassut).

## Leben
Knud Kleemann kandidierte erfolglos bei der Parlamentswahl in Grönland 2013. Bei der Wahl 2021 erreichte er den dritten Nachrückerplatz der Atassut, gelangte aber somit nicht ins Parlament. Er kandidierte jedoch am selben Tag bei der Kommunalwahl und erreichte einen Platz im Rat der Avannaata Kommunia. Bei der Parlamentswahl 2025 erreichte er den ersten Nachrückerplatz seiner Partei und gelangte von dort aus für den beurlaubten Minister Bentiaraq Ottosen in Inatsisartut. Bei der Kommunalwahl 2025 konnte er seinen Sitz im Kommunalrat verteidigen.
Knud Kleemann und seine Frau haben fünf Kinder.